# Asəf Zeynallı
Asəf Zeynallı fue compositor y pedagogo de Azerbaiyán.

## Biografía
Asef Zeynalli nació el 5 de abril de 1909 en Derbent.
En 1923 – 1926 estudió en el Colegio de Música de Bakú. En 1931 se graduó en la Academia de Música de Bakú. El prominente compositor de Azerbaiyán, Uzeyir Hajibeyov fue su profesor en la academia. Asef Zeynalli fue el fundador de los romances en la historia de música de Azerbaiyán.
En los años 1928 – 1932 enseñó en la escuela de música. Qara Qarayev, Jovdat Hajiyev y Tofig Guliyev estuvieron entre sus estudiantes. 
Asef Zeynalli murió en 1932 a la edad de 23 años, por causa de una enfermedad.
Actualmente, el Colegio de Música de Bakú lleva el nombre del compositor.

## Obras
- Romances
  - “Ölkəm”
  - “Sərhədçi”
  - “Çadra”
  - “Sual”
  - “Seyran”

- Músicas para obra dramática
  - ”Sevil” (Yafar Yabbarlí)
  - ”Qayıdış” (Yafar Yabbarlí)
  - ”Alov” (Suleyman Rustam)